# Domenico Parola
Domenico Parola (Laveno, 15 febbraio 1945 – Besozzo, 15 aprile 1998) è stato un calciatore e allenatore di calcio italiano.
È morto nell'aprile del 1998, a causa di un arresto cardiaco, mentre disputava una partita di calcio tra amici.

## Carriera

### Giocatore

#### Club

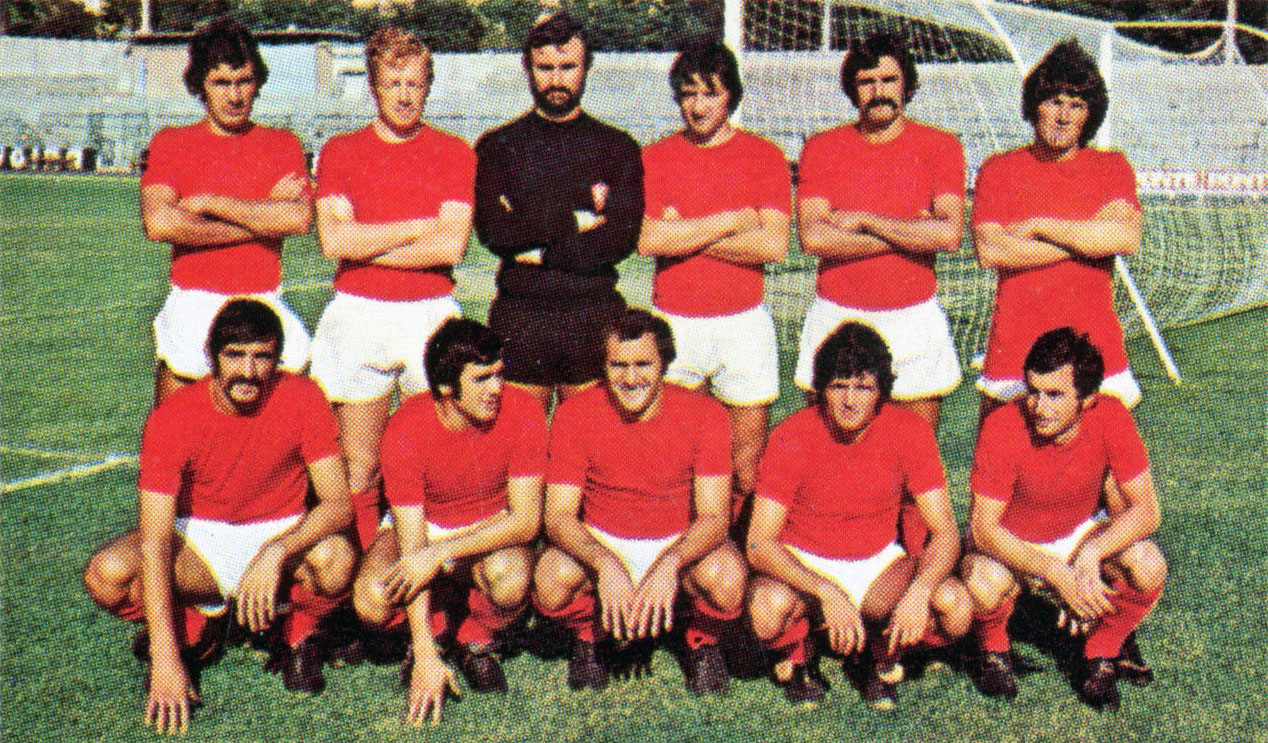
Parola (accosciato, al centro) nel Perugia 1973-1974

Come molti di coloro che hanno giocato a calcio iniziò a rincorrere il pallone all'Oratorio di Laveno, in provincia di Varese. Fu tesserato dal Laveno Mombello all'inizio del 1961. L'esordio in campionato giunse il 23 aprile 1961 in occasione della partita con il Besozzo durante il campionato di Prima Categoria. A Laveno Mombello giocò ottimamente anche nel campionato successivo in compagnia di Gigi Riva (con lui fu chiamato nella rappresentativa lombarda) per poi passare assieme, al termine della stagione 1961-62, al Legnano, in Serie C. Qui giocò il primo anno nella Juniores per poi esordire tra i semiprofessioniti nella stagione 1963-64. In totale collezionò 58 presenze in Serie C segnando 6 reti.
Il passo determinante nella carriera di Parola arrivò con il passaggio alla SPAL in Serie A. Parola aveva colpito, per l'eleganza di gioco e la sua instancabile tenacia, Paolo Mazza che lo volle a tutti i costi a Ferrara mettendolo a disposizione di allenatori come Petagna, Montanari e Giovan Battista Fabbri. Parola giocò con Massei, Bagnoli, Bozzao, Gastone Bean, Glauco Tomasin, dell'Omodarme e giovani come Capello, Bigon, Reja. Celebre una sua doppietta che consentì alla SPAL di battere il Bologna in trasferta per 3-2; il gol decisivo fu realizzato dall'altro ex legnanese Brenna.
Parola proseguì la sua attività calcistica a Pisa, in Serie B, per poi trasferirsi a Perugia dove disputò sempre tra i cadetti i campionati 1972-73 e 1973-74. Tornò infine a Legnano, in Serie C, per un anno.

#### Nazionale
La stagione 1964-65 lo vide tra i convocati nella Nazionale di Serie C. Fece poi parte della Nazionale Olimpica che nel 1967 vinse i Giochi del Mediterraneo di Tunisi, battendo per 1-0 la Francia in finale.

### Allenatore
Dopo qualche campionato tra i dilettanti, Parola ottenne nel 1980 il patentino di allenatore professionista di II Categoria e cominciò l'attività di allenatore a Laveno Mombello, poi a Luino e a Travedona, per poi far seguire un'esperienza svizzera, quella di responsabile del settore giovanile del Locarno, nella Lega Nazionale B. È successivamente passato a collaborare con il Milan in qualità di allenatore di una squadra giovanile e di osservatore. Ha infine collaborato con i settori giovanili del Laveno Mombello e del Verbano.